# Anders Olsson (simmare)
Anders Olsson, född 15 september 1965, är en svensk simmare med funktionsnedsättning, bosatt i Hagfors i Värmland.
Anders Olsson är flerfaldig guldmedaljör i Paralympiska spelen (senast i Peking) och världsmästerskap samt världsetta i sin klass (S6) på åtskilliga frisimsdistanser. Han är också innehavare av flera världsrekord. Olsson har även deltagit i Vansbrosimningen. I Vasaloppet tog han sig fram på en kälke. Nästa projekt är att delta i triathlontävlingen Ironman på Hawaii. 2008 och 2010 utsågs Anders Olsson till årets idrottare med funktionshinder på Svenska Idrottsgalan.
2011 vann Olsson en tävling i San Francisco där han simmade från ön Alcatraz till fastlandet. Olsson var den förste simmaren med funktionshinder som genomförde tävlingen och han vann den i konkurrens med deltagare utan funktionsnedsättningar.